# Воскресенье (фильм, 2019)
«Воскресенье» — российская криминальная драма Светланы Проскуриной. Участник конкурсной программы ММКФ-2019.

## Сюжет
Фильм рассказывает о чиновнике из одного провинциального города, который обнаруживает записку с сообщением: «Скоро умрёшь». Несмотря на это, он планирует закончить неделю, как обычно, но воскресенье в действительности окажется совсем другим…

## В ролях
| Актёр              | Роль          |
| ------------------ | ------------- |
| Алексей Вертков    | Терехов       |
| Вера Алентова      | мать Терехова |
| Владимир Ильин     | Кочергин      |
| Александра Ребенок | Инна          |
| Илья Викторов      | Морин         |
| Максим Битюков     | Николай       |
| Елена Мольченко    | Анна          |
| Агния Кузнецова    | Лена          |
| Мария Леонова      | Маша          |
| Марина Брусникина  | мать Маши     |